# 루트 가브리엘
루트 가브리엘(Ruth Gabriel, 1975년 7월 10일 ~ )은 스페인의 배우이다.

## 출연 작품
- 비프 (2019)
- 겔로 (2016)
- 99.9 (1997)